# 徳島県立人権教育啓発推進センター
徳島県立人権教育啓発推進センター（とくしまけんりつじんけんきょういくけいはつセンター）は、徳島県徳島市東沖洲二丁目の沖洲マリンターミナル内にある徳島県内の人権問題に関する施設。愛称は「あいぽーと徳島」。

## 事業概要
人権教育・啓発・研修
- 県民講座の開設
- 指導者養成講座の開設
- 講師派遣
- 学習教材・研修資料や啓発資料の作成・配布
- 人権に関する意見、作詞・作曲、ポスターの募集
- ラジオ・新聞等による啓発
- イベントの開催
- 人権に関する展示業務

情報の提供
- 季刊誌の発行
- 各種啓発情報の提供

人権ライブラリー
- 人権に関する図書・ビデオやパネルの貸出

人権相談
- 人権擁護委員や弁護士による相談

## 施設
- 1階
  - 図書・展示・交流スペース、事務室
- 2階
  - 人権相談室、事務室

## 開館時間
- 10:00-18:00
- 休館日 - 月曜日（祝日の場合はその翌日）、年末年始（12月29日 - 1月3日）

## 交通
- JR徳島駅前より徳島市営バス「中央卸売市場」行きに乗車、「沖洲マリンターミナル」にて下車。